# Cecil F. White
Cecil Fielding White (ur. 12 grudnia 1900 w Temple, zm. 29 marca 1992 w San Francisco) – amerykański polityk, członek Partii Demokratycznej.

## Działalność polityczna
W okresie od 3 stycznia 1949 do 3 stycznia 1951 przez jedną kadencję był przedstawicielem 9. okręgu wyborczego w stanie Kalifornia w Izbie Reprezentantów Stanów Zjednoczonych.